# Agave gypsophila
Agave gypsophila ist eine Pflanzenart aus der Gattung der Agaven (Agave). Ein englischer Trivialname ist „Gypsum Century Plant “.

## Beschreibung
Agave gypsophila wächst einzeln und bildet offene Rosetten. Die grauen bis bläulichen, linealisch bis lanzettenförmigen, variabel gedrehten, leicht aufgerauten Blätter sind 45 bis 110 cm lang und 7 bis 12 cm breit. Die unterschiedlich angeordneten warzenartigen Blattränder sind unregelmäßig gezahnt. Der braune Enddorn wird bis 1 cm lang.
Der rispige gerade bis gebogene Blütenstand wird 2 bis 3 m hoch. Die gelben bis orangefarbenen Blüten sind 30 bis 35 mm lang, erscheinen am oberen Teil des Blütenstandes und bilden sich an locker angeordneten variablen Verzweigungen. Die breit trichterige Blütenröhre ist 4 bis 5 mm lang.
Die Blütezeit reicht von März bis Mai.

## Systematik und Verbreitung
Agave gypsophila ist in Mexiko in den Bundesstaaten Jalisco und Guerrero an trockenen Gips- und Kalkhängen, in Waldland von 300 bis 1000 m Höhe begrenzt verbreitet.
Die Erstbeschreibung durch Howard Scott Gentry ist 1982 veröffentlicht worden.
Agave gypsophila ist ein Vertreter der Gruppe Marmoratae und ist isoliert in der Colima- und Acapulco Region nahe der Pazifik Küste an Gips- und Kalksteinhängen in Mexiko verbreitet. Charakteristisch sind die variabel gedrehten grauen bis bläulichen, sehr brüchigen Blätter. Die warzenartigen Blattränder sind gezahnt. Exemplare finden sich in Kalifornien im Ruth Bancroft Garden und in El Cajon.